# Malcolm Mooney
Malcolm Mooney este un cântăreț, poet și artist afroamerican, probabil cel mai cunoscut ca vocalist original al formației germane de krautrock Can.